# آب‌پز

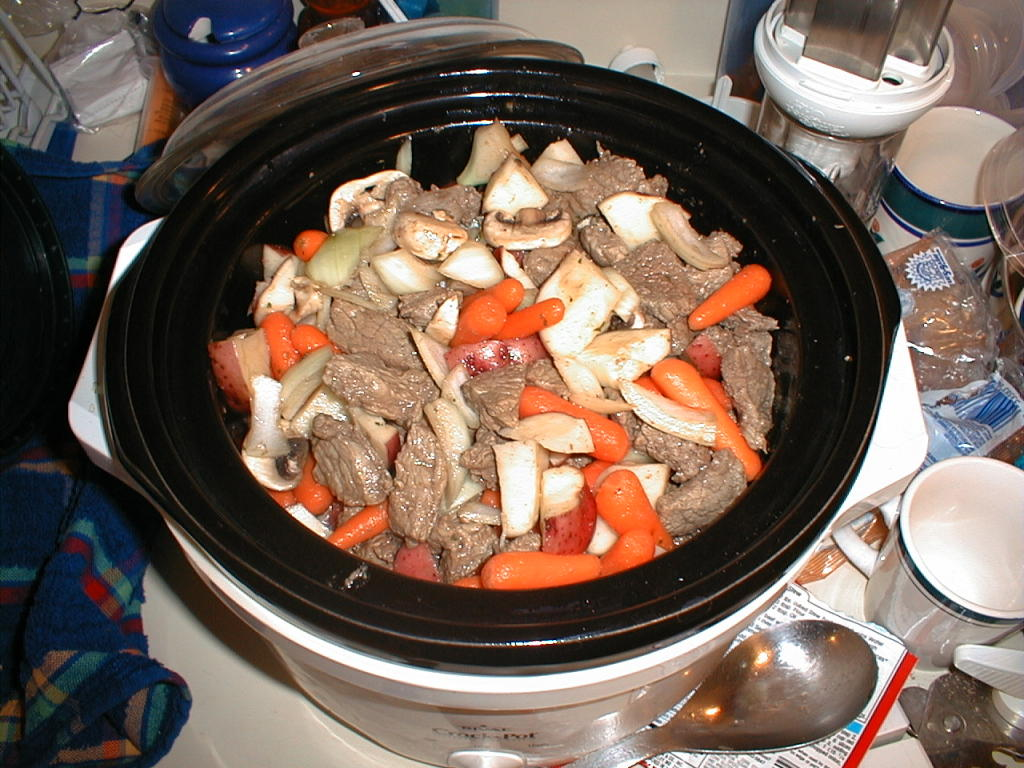
گوشت آب‌پز

آب‌پز عبارت است از آمیخته‌ای از مواد تشکیل‌دهنده جامد خوراکی که در یک مایع پخته شده‌اند. این مواد تشکیل دهنده می‌توانند شامل سبزی‌جات (هویج، سیب‌زمینی، پیاز، لوبیا، فلفل، قارچ و گوجه‌فرنگی) و گوشت یا مواد دیگر باشد. گوشت‌های سفت‌تر مانند گوشت گاو در آرام‌پزی کاربرد دارند. ماکیان، سوسیس و خوراک دریایی هم در خوراک آبپز استفاده می‌شوند. غیر از آب از عصاره‌های طعم دار هم برای پخت مواد اولیه استفاده می‌شود. در هنگام آب‌پز کردن سعی می‌شود از دمای کمتری بهره برده شود تا مزهٔ خوراکی‌ها به خوبی به هم آمیخته شود.